# The Package
The Package é um filme americano de comédia dirigido por Jake Szymanski, com roteiro de Kevin Burrows e Matt Mider. O filme é estrelado por Daniel Doheny, Sadie Calvano, Geraldine Viswanathan, Lucas Spencer Roberts e Eduardo Franco.
O filme foi lançado em 10 de agosto de 2018, pela Netflix.

## Sinopse
Quando cinco amigos adolescentes resolvem fazer um acampamento de primavera, um infeliz acidente desencadeia uma corrida contra o tempo na tentativa de salvar o bem mais precioso de um dos integrantes da turma.

## Elenco
- Daniel Doheny como Sean Floyd
- Geraldine Viswanathan como Becky Abelar
- Sadie Calvano como Sarah
- Luke Spencer Roberts como Donnie
- Eduardo Franco como Jeremy Abelar
- Alexander Calvert como Chad
- Blake Anderson como Redneck Reginald
- Sugar Lyn Beard como Sheryl
- Mary Holland como enfermeira da triagem
- Christian Convery como Jake Floyd
- Jake Szymanski como Trabalhador de Águas Residuais
- Veena Sood como a Sra. Abelar
- Michael Eklund como funcionário do posto de gasolina
- Jade Falcon como Kendall Jenners
- Gary Jones como o Dr. Trimble